# Байрамов Ровшан Джаннет-огли

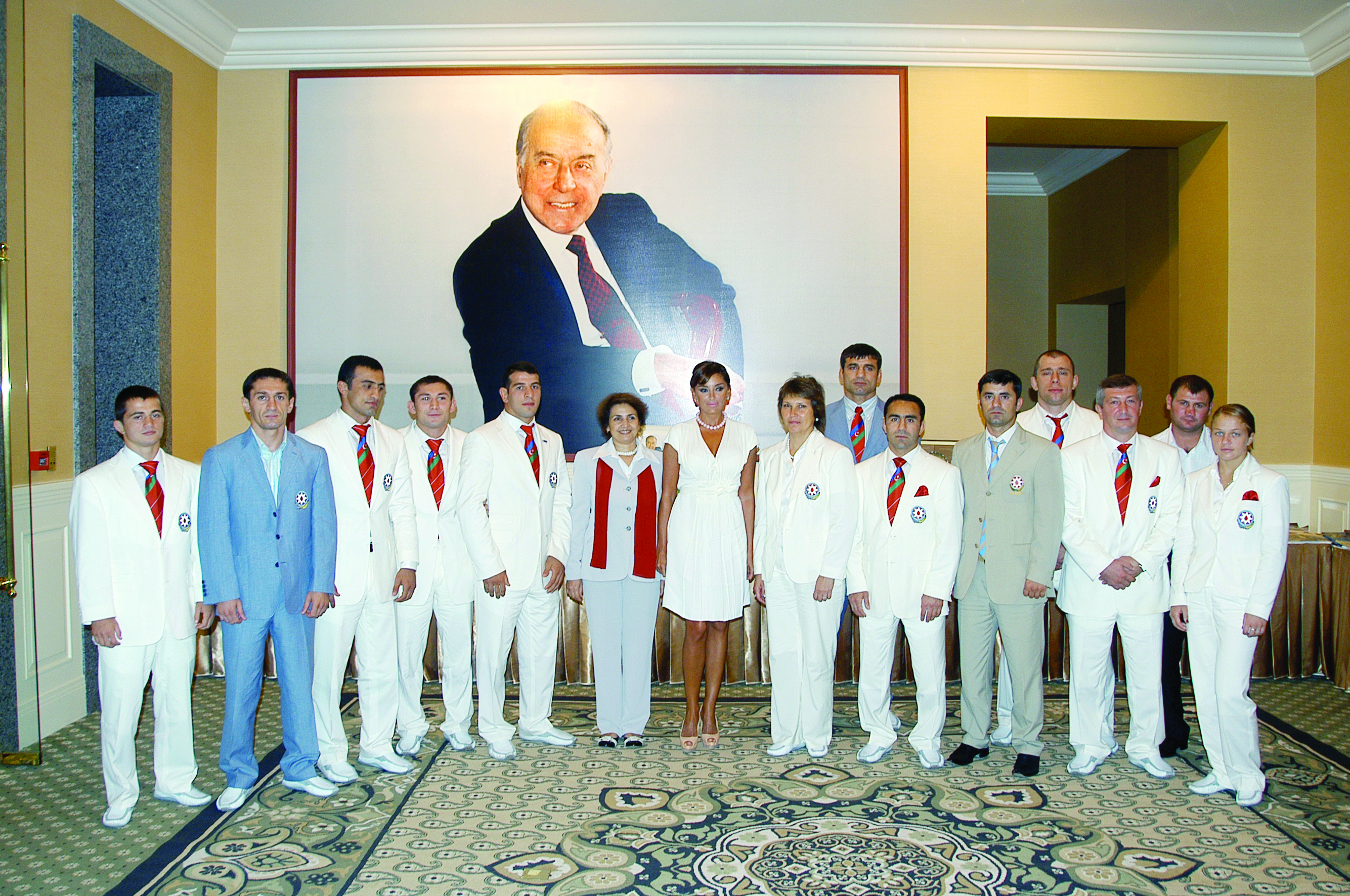
Ровшан Байрамов серед олімпійських медалістів Азербайджана

Ровшан Байрамов (азерб. Rövşən Bayramov, 7 травня 1987) — азербайджанський борець греко-римського стилю, олімпійський медаліст, чемпіон світу та Європи, переможець Кубку світу.

## Спортивні результати на міжнародних змаганнях

### Виступи на Олімпіадах
| Змагання                    | Збірна      | Вагова категорія                 | Місце  |
| --------------------------- | ----------- | -------------------------------- | ------ |
| Літні Олімпійські ігри 2008 | Азербайджан | греко-римська боротьба, до 55 кг | Срібло |
| Літні Олімпійські ігри 2012 | Азербайджан | греко-римська боротьба, до 55 кг | Срібло |
| Літні Олімпійські ігри 2016 | Азербайджан | греко-римська боротьба, до 59 кг | 5      |

### Виступи на Чемпіонатах світу
| Змагання                        | Збірна      | Вагова категорія                 | Місце  |
| ------------------------------- | ----------- | -------------------------------- | ------ |
| Чемпіонат світу з боротьби 2005 | Азербайджан | греко-римська боротьба, до 55 кг | 7      |
| Чемпіонат світу з боротьби 2006 | Азербайджан | греко-римська боротьба, до 55 кг | Срібло |
| Чемпіонат світу з боротьби 2007 | Азербайджан | греко-римська боротьба, до 55 кг | 10     |
| Чемпіонат світу з боротьби 2009 | Азербайджан | греко-римська боротьба, до 55 кг | Бронза |
| Чемпіонат світу з боротьби 2011 | Азербайджан | греко-римська боротьба, до 55 кг | Золото |
| Чемпіонат світу з боротьби 2015 | Азербайджан | греко-римська боротьба, до 59 кг | Срібло |

### Виступи на Чемпіонатах Європи
| Змагання                         | Збірна      | Вагова категорія                 | Місце  |
| -------------------------------- | ----------- | -------------------------------- | ------ |
| Чемпіонат Європи з боротьби 2004 | Азербайджан | греко-римська боротьба, до 55 кг | 9      |
| Чемпіонат Європи з боротьби 2006 | Азербайджан | греко-римська боротьба, до 55 кг | Бронза |
| Чемпіонат Європи з боротьби 2007 | Азербайджан | греко-римська боротьба, до 55 кг | Золото |
| Чемпіонат Європи з боротьби 2008 | Азербайджан | греко-римська боротьба, до 55 кг | Золото |
| Чемпіонат Європи з боротьби 2009 | Азербайджан | греко-римська боротьба, до 55 кг | 9      |

### Виступи на Кубках світу
| Змагання                    | Збірна      | Вагова категорія                 | Місце  |
| --------------------------- | ----------- | -------------------------------- | ------ |
| Кубок світу з боротьби 2009 | Азербайджан | греко-римська боротьба, до 55 кг | 6      |
| Кубок світу з боротьби 2011 | Азербайджан | греко-римська боротьба, до 55 кг | 11     |
| Кубок світу з боротьби 2015 | Азербайджан | греко-римська боротьба, до 59 кг | Золото |
| Кубок світу з боротьби 2017 | Азербайджан | греко-римська боротьба, до 59 кг | Срібло |

### Виступи на інших змаганнях
| Змагання                                                      | Збірна      | Вагова категорія                 | Місце  |
| ------------------------------------------------------------- | ----------- | -------------------------------- | ------ |
| Олімпійський кваліфікаційний турнір з боротьби 2004 (Ташкент) | Азербайджан | греко-римська боротьба, до 55 кг | 14     |
| Золотий Гран-прі з боротьби 2006                              | Азербайджан | греко-римська боротьба, до 55 кг | Золото |
| Чемпіонат світу з боротьби серед військовослужбовців 2006     | Азербайджан | греко-римська боротьба, до 55 кг | Золото |
| Золотий Гран-прі з боротьби 2008                              | Азербайджан | греко-римська боротьба, до 55 кг | Золото |
| Міжнародний турнір «Cristo Lutte» 2009                        | Азербайджан | греко-римська боротьба, до 60 кг | Срібло |
| Золотий Гран-прі з боротьби 2009                              | Азербайджан | греко-римська боротьба, до 55 кг | Бронза |
| Золотий Гран-прі з боротьби 2010 (Сомбатгей)                  | Азербайджан | греко-римська боротьба, до 55 кг | Срібло |
| Золотий Гран-прі з боротьби 2010 (Баку)                       | Азербайджан | греко-римська боротьба, до 55 кг | 12     |
| Кубок Президента Казахстану з боротьби 2011                   | Азербайджан | греко-римська боротьба, до 60 кг | 6      |
| Золотий Гран-прі з боротьби 2011 (Баку)                       | Азербайджан | греко-римська боротьба, до 55 кг | Золото |
| Тестовий турнір FILA 2011                                     | Азербайджан | греко-римська боротьба, до 60 кг | 5      |
| Гран-прі Німеччини з боротьби 2012                            | Азербайджан | греко-римська боротьба, до 60 кг | Срібло |
| Гран-прі Іспанії з боротьби 2013                              | Азербайджан | греко-римська боротьба, до 55 кг | Золото |
| Золотий Гран-прі з боротьби 2013 (Баку)                       | Азербайджан | греко-римська боротьба, до 60 кг | 7      |
| Золотий Гран-прі з боротьби 2014 (Баку)                       | Азербайджан | греко-римська боротьба, до 59 кг | 13     |
| Вогні Москви 2014                                             | Азербайджан | греко-римська боротьба, до 59 кг | Бронза |
| Турнір Вехбі Емре і Гаміта Каплана 2015                       | Азербайджан | греко-римська боротьба, до 59 кг | 8      |

### Виступи на змаганнях молодших вікових груп
| Змагання                                       | Збірна      | Вагова категорія                 | Місце  |
| ---------------------------------------------- | ----------- | -------------------------------- | ------ |
| Чемпіонат світу з боротьби серед юніорів 2003  | Азербайджан | греко-римська боротьба, до 50 кг | Золото |
| Чемпіонат Європи з боротьби серед юніорів 2004 | Азербайджан | греко-римська боротьба, до 55 кг | 5      |
| Чемпіонат світу з боротьби серед юніорів 2005  | Азербайджан | греко-римська боротьба, до 55 кг | Бронза |
| Чемпіонат Європи з боротьби серед кадетів 2002 | Азербайджан | греко-римська боротьба, до 46 кг | Бронза |
| Чемпіонат Європи з боротьби серед кадетів 2003 | Азербайджан | греко-римська боротьба, до 50 кг | Бронза |
| Чемпіонат Європи з боротьби серед кадетів 2004 | Азербайджан | греко-римська боротьба, до 54 кг | 9      |